# Городищенская сельская территория
Городищенская сельская территория — административно-территориальная единица Старооскольского городского округа включающая в себя 6 населённых пунктов: Городище, Крутое, Нагольное, Петровский, Змеевка, Глушковка. Административный центр — село Городище.

## Состав сельской территории
| № | Населённый пункт | Тип населённого пункта       | Население |
| - | ---------------- | ---------------------------- | --------- |
| 1 | Глушковка        | хутор                        | →206      |
| 2 | Городище         | село, административный центр | ↘3420     |
| 3 | Змеевка          | хутор                        | ↘94       |
| 4 | Крутое           | село                         | ↘260      |
| 5 | Нагольное        | село                         | ↘192      |
| 6 | Петровский       | посёлок                      | ↘121      |

## Географические данные
| Общая площадь        | 16795 га.   |
| -------------------- | ----------- |
| Сельхозугодья        | 14447,4 га. |
| Пашня                | 12105 га.   |
| Сенокосы, пастбища   | 1539,5 га.  |
| Леса и лесополосы    | 160,6 га.   |
| Реки, пруды, водоёмы | 33 га.      |
| Протяжённость дорог  | 119,7 км.   |